# كول أوف ديوتي: ورلد آت وور
كول أوف ديوتي: ورلد آت وور (بالإنجليزية: Call of Duty: World at War، أي نداء الواجب: العالم خلال الحرب)‏ هي لعبة إلكترونية من نوع تصويب منظور الشخص الأول، طورت من قبل تريارك ونشرت بواسطة أكتيفيجن عام 2008. وتدور أحداث اللعبة خلال الحرب العالمية الثانية، وهي تضم معارك ألمانيا النازية وحرب المحيط الهادي.
يختار اللاعب بين حملتي جيشين اثنين:
- قوات مشاة بحرية الولايات المتحدة في جزيرة محتلة من قبل اليابان وبطلها الجندي ميلر.
- الاتحاد السوفيتي في ستالينغراد وبطلها يدعى ديمتري بيترينكو.

ففي المراحل الأولى يبدأ الجنود الأمريكيون بتحرير ماتبقى من جنديين أسيرين في جزيرة ماكين، ومن ثم تبدأ بعمليات تخريب على قواعد اليابانية في الجزيرة، وبعدها تبدأ عملية تحرير جزيرة بيلبيو من ايدى اليابانيين، ثم يبدأ الجيش السوفييتى في المراحل اللاحقة باللحاق مع رفيق له في ستاليغراد، ثم تصل إلى مرحلة سقوط النازية في برلين، وتحرير الجيش الأمريكي في جزيرة أوكيناوا.
إلا أن الرقابة اليابانية منعت من إصدار اللعبة باللغة اليابانية، لما تحتويه هذه اللعبة من تشويه صورة الجيش الياباني خلال الحرب العالمية الثانية.
وتحتوي اللعبة أيضا على طور اللعب الجماعي وطور الزومبي النازي وكان بالبداية مخفيا وبعد نجاحه تم جعله طور اساسي باللعبة واعتماده باغلب إصدارات كول أوف ديوتي

## روابط خارجية
- كول أوف ديوتي: ورلد آت وور على موقع IMDb (الإنجليزية)